# Aftermath: Population Zero
Aftermath: Population Zero is een twee uur durende Amerikaanse documentaire die op zondag 9 maart 2008 is uitgezonden op Discovery Channel. De film was geproduceerd door Cream Productions. De documentaire laat zien wat er zou gebeuren wanneer de mensheid van het ene op het andere moment ineens zou verdwijnen. Enerzijds demonstreert dit de enorme invloed die de mens op de aarde heeft, maar anderzijds ook de relatieve insignificantie ervan.

## Inhoud

### Dag 1
Op vrijdag 13 juni van een gegeven jaar (vrijdag de dertiende) verdwijnen alle mensen plotseling.
- Auto’s botsen of raken van de weg af, terwijl veel automotoren blijven doorlopen totdat hun brandstof op is;
- Vliegtuigen die landen of opstijgen, storten neer. Andere vliegtuigen vliegen door tot hun brandstof op is, waarna ook zij neerstorten;
- De meeste treinen komen tot stilstand. De treinen die doorrijden, zullen verongelukken. Sommige treinen vervoeren gevaarlijke ladingen zoals chloorgas, waardoor grote gaswolken ontstaan die duizenden dieren in de omgeving doden.
- Talloze explosies en branden vinden plaats;
- Na enkele uren houden elektriciteitscentrales door verschillende oorzaken op met werken. Kolencentrales krijgen geen kolen meer aangevoerd. Wind-, water- en nucleaire centrales kunnen geen stroom meer leveren doordat er geen mensen meer zijn die deze efficiënt kunnen verdelen, waardoor netwerken overbelast raken en de computers ze automatisch uitschakelen. Verlichting dooft en elektrische apparaten stoppen met werken.
- Gekoelde gastanks worden door de stroomuitval niet langer gekoeld en warmen op, waardoor de vloeistof verdampt. Veiligheidskleppen vloeien het gas af, maar hierdoor worden grote hoeveelheden giftig of explosief gas geloosd. Hierdoor vinden opnieuw explosies plaats of worden dieren in de buurt vergast.

### Dag 2 tot dag 10
- Er is niemand meer om de Big Ben op te winden, die nu dus voor de laatste keer slaat.
- Huisdieren en dierentuindieren krijgen geen eten en water meer. Sommigen ontsnappen uit hun huizen of kooien, de rest komt jammerlijk om. Door de uitgevallen elektriciteit werkt elektrische beveiliging niet meer, waardoor onder andere leeuwen en olifanten uit dierentuinen kunnen ontsnappen;
- Vogels raken niet meer verward door stadslichten in hun vlucht;
- Opgesloten vee komt om door watergebrek, maar vrijlopend vee kan zich handhaven;
- Honden eten alles wat beschikbaar is. Wanneer geen eten meer beschikbaar is, vormen de honden roedels die alles aanvallen, inclusief kleinere en zwakkere soortgenoten of ontsnapte dierentuindieren. Kleine honden worden vrijwel allemaal door hun grotere soortgenoten gedood;
- Muizen voeden zich met voedsel in supermarkten, en zullen zich razendsnel voortplanten. Hier komen echter wel katten op af;
- Eekhoorns, dassen, stinkdieren en andere kleinere dieren dringen steden en huizen binnen;
- De meeste kippen komen om door watergebrek of worden door andere dieren gedood.
- Kernafval in nucleaire centrales wordt normaal gesproken onder gekoeld water opgeslagen tot het veilig elders kan worden opgeslagen. Na de stroomuitval werd het water gekoeld met dieselaggregaten, maar na 10 dagen raakt hun brandstof ook op. Het water verdampt, en het kernafval wordt gloeiend heet en veroorzaakt brand. Radioactieve stoom en rook ontsnapt en verspreidt zich in de omgeving. De wind vervoert de fall-out ook over grotere afstanden.

### Na 3 maanden
- Luchtkwaliteit en zichtbaarheid zijn aanmerkelijk verbeterd in de steden;
- Roedels honden verlaten de steden en vallen alles aan wat ze tegenkomen;
- Radioactief materiaal verdwijnt langzaam. In de nabije omgeving van de kerncentrales zijn de bomen echter gestorven door de straling.

### Na 6 maanden
Op het Noordelijk Halfrond breekt de winter aan.
- Veel dierentuindieren zoals olifanten kunnen zich niet aanpassen en moeten zuidwaarts migreren of zullen sterven;
- Kakkerlakken sterven bij miljarden aangezien ze niet tegen kou kunnen;
- Dieren gebruiken huizen als schuilplaats en beschadigen het interieur hierbij verder.

### Na 10-12 maanden
- Lenteregens spoelen veel radioactief materiaal weg;
- Mos begint op asfaltwegen te groeien;
- Jonge dieren worden geboren en zullen niet worden bejaagd. Daar waar geen vijanden zijn zal hun aantal exploderen;
- Nieuwe bomen en planten groeien, en de bossen beginnen op te rukken.

### Na 3 tot 15 jaar
- Wind, regen en natuur hebben vrij spel en wegen krijgen een gebarsten uiterlijk en worden langzaam overgroeid. Ook open plekken zoals grasvelden, voetbalvelden, akkers en tuinen raken meer en meer overwoekerd door nieuwe bomen en planten.
- Omdat veel huisdieren gecastreerd of gesteriliseerd zijn zullen de aantallen honden en katten sterk afnemen, en zullen zij door een genetische bottleneck gaan.

### Na 30 jaar
- Kunstmanen storten neer als 'vallende sterren';
- Huizen beginnen door de eroderende werking van de elementen in te storten;
- Kusten worden door stormen ontdaan van bebouwing. De zee zal vanaf nu vrij spel hebben en de kust weer kunnen vormen;
- Akkers raken overgroeid door bos en bomen groeien in de straten en huizen. In Berlijn is een bos gegroeid rondom de Brandenburger Tor;
- Scheepswrakken dienen als bodem voor nieuwe koraalriffen;
- Kozijnen en scharnieren raken aangetast waardoor alle hogere gebouwen hun ramen zijn verloren. Vogels bouwen hun nesten in voormalige kantoren;
- Verf is grotendeels afgebladderd, en betonnen constructies worden door water aangetast.

### Na 60 tot 120 jaar
- Binnendringend water veroorzaakt betonrot in gebouwen van gewapend beton. Wolkenkrabbers storten in;
- Hondenrassen zijn verdwenen. Kleinere rassen zijn omgekomen, terwijl de grotere zich hebben vermengd. Wolven nemen opnieuw Europa en de Verenigde Staten in bezit en sommige grotere honden zullen zich met hen vermengen.
- In de zeeën heeft het leven zich van overbevissing hersteld.

### Na 150 jaar
- Door absorptie van CO2 door oprukkende bossen, en het verdwijnen van het donkere hitteabsorberende asfalt, zijn stedelijke gebieden koeler en worden de winters kouder;
- Scheepswrakken blokkeren de Theems en Londen wordt herschapen in een moeras. Parijs ondergaat een soortgelijk lot. De gebouwen in Las Vegas blijven door het droge klimaat in relatief goede staat;
- Bevloeide gebieden als Imperial Valley worden opnieuw woestijn;

### Na 200 jaar
- Betonrot en erosie tasten stuwdammen aan die het stuk voor stuk begeven. De Hooverdam houdt stand maar de rivier de Colorado spoelt eroverheen, en bereikt de zee weer.
- Vissen en walvissen worden groter en talrijker nu ze niet meer door zeevaart en overbevissing worden gestoord.

### Na 230 jaar
- De elementen hebben eerst de beschermende verf van de Eiffeltoren doen afbladderen, waarna het stalen gevaarte begon te roesten. Uiteindelijk, zo'n 350 jaar na de bouw in 1889, stort de top van de Eiffeltoren in het moeras dat eens Parijs was;
- Ook het stalen geraamte van het Vrijheidsbeeld is aangetast door roest. Hierdoor breekt eerst de arm met fakkel af, daarna het hoofd;
- Bossen bedekken opnieuw het grootste deel van Europa en Amerika. Op de prairies zwerven enorme kudden bizons en verwilderde runderen;
- De meeste gebouwen zijn nu ingestort en de brokstukken bedekt onder humus. Regen spoelt die soms weg en nog steeds zwerven menselijke voorwerpen rond: een roestvrijstalen gootsteen, plastic, een mobiele telefoon...

### Na 1000 jaar
- Slechts de sokkel van het Vrijheidsbeeld en de vier poten van de Eiffeltoren bestaan nog.

### Na 25.000 jaar
- Een nieuwe IJstijd is aangebroken en gletsjers vernietigen de laatste resten van menselijke bewoning in de noordelijke gebieden van het Noordelijk Halfrond;
- Wellicht zijn slechts de door ons op de Maan achtergelaten voetstappen en artefacten de laatste getuigen van de mensheid...

## Trivia
- History Channel zendt een vergelijkbare documentaire uit: Life After People.